# Siedlung „Eisoldsche Häuser“
Die Siedlung der sogenannten „Eisoldschen Häuser“ entstand nach einem Großbrand auf dem Ziegeleigelände der Firma Eisold im Stadtteil Serkowitz der sächsischen Stadt Radebeul direkt westlich des Friedhofs Radebeul-Ost. Die davon realisierten Gebäude entstanden in zwei Bauabschnitten hauptsächlich vor dem Ersten Weltkrieg beziehungsweise im Jahr 1927.

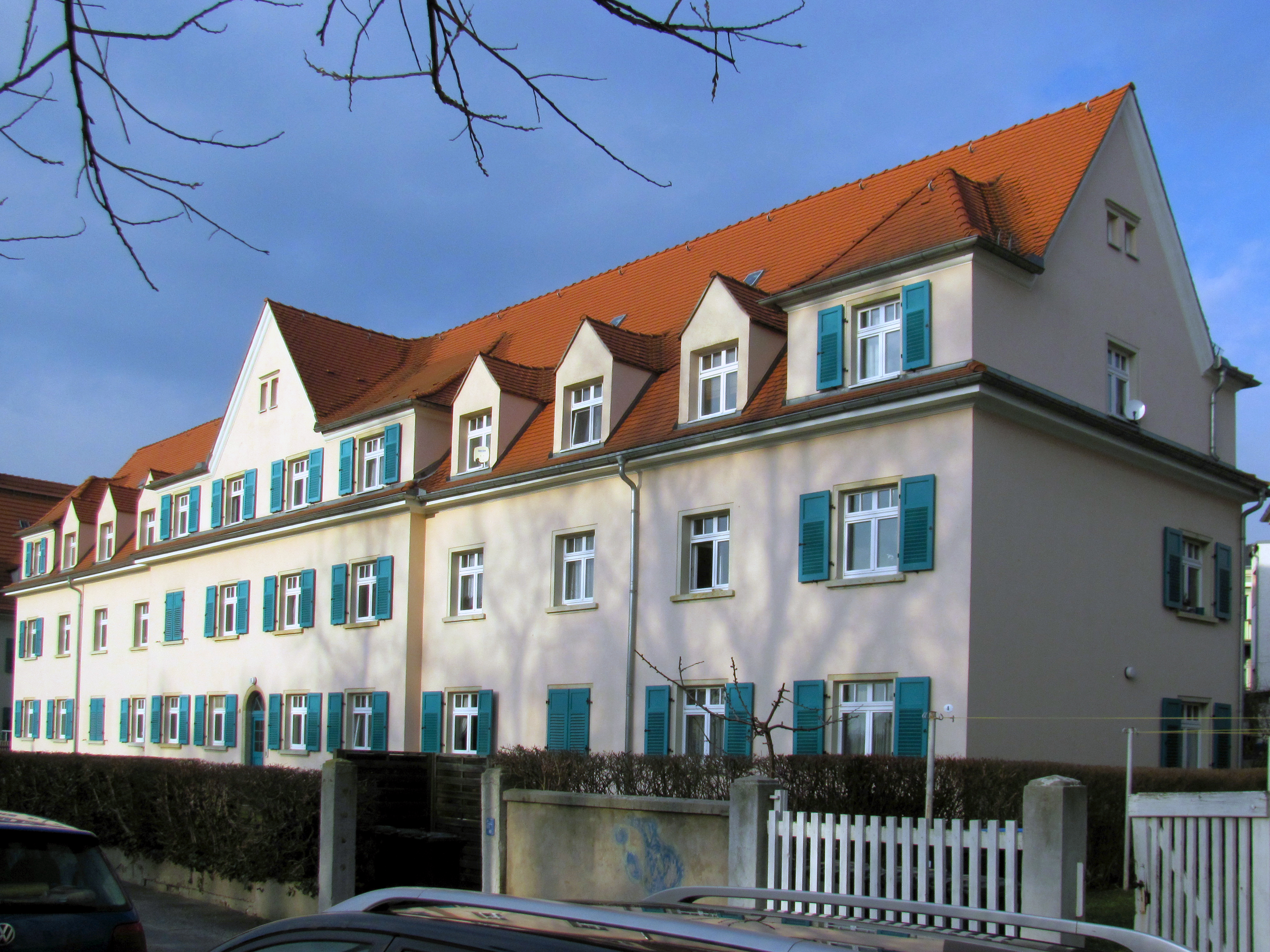
von 1919/20

## Geschichte
Auf dem Areal zwischen Wasastraße, Serkowitzer Straße und Friedhofstraße, direkt an der über die Mühlstraße (ab 1897 Friedhofsstraße) verlaufenden Gemeindegrenze zu Alt-Radebeul, baute sich der Serkowitzer Baumeister Friedrich Wilhelm Eisold eine eigene Ziegelei, Eisold & Co., die 1872 erst konventionell arbeitete und 1883 zur Dampfziegelei umgerüstet wurde. Mit den vorhandenen Dampfmaschinen betrieb Eisold zusätzlich auch noch ein Dampfsägewerk. Mit dem Tod des Firmengründers 1886, der auf dem Kirchhof Kaditz beerdigt wurde, übernahm sein Sohn, der Baumeister Max Eisold, die Leitung von Eisold & Co. und sein Bruder Wilhelm Eisold die Leitung von F. W. Eisold.

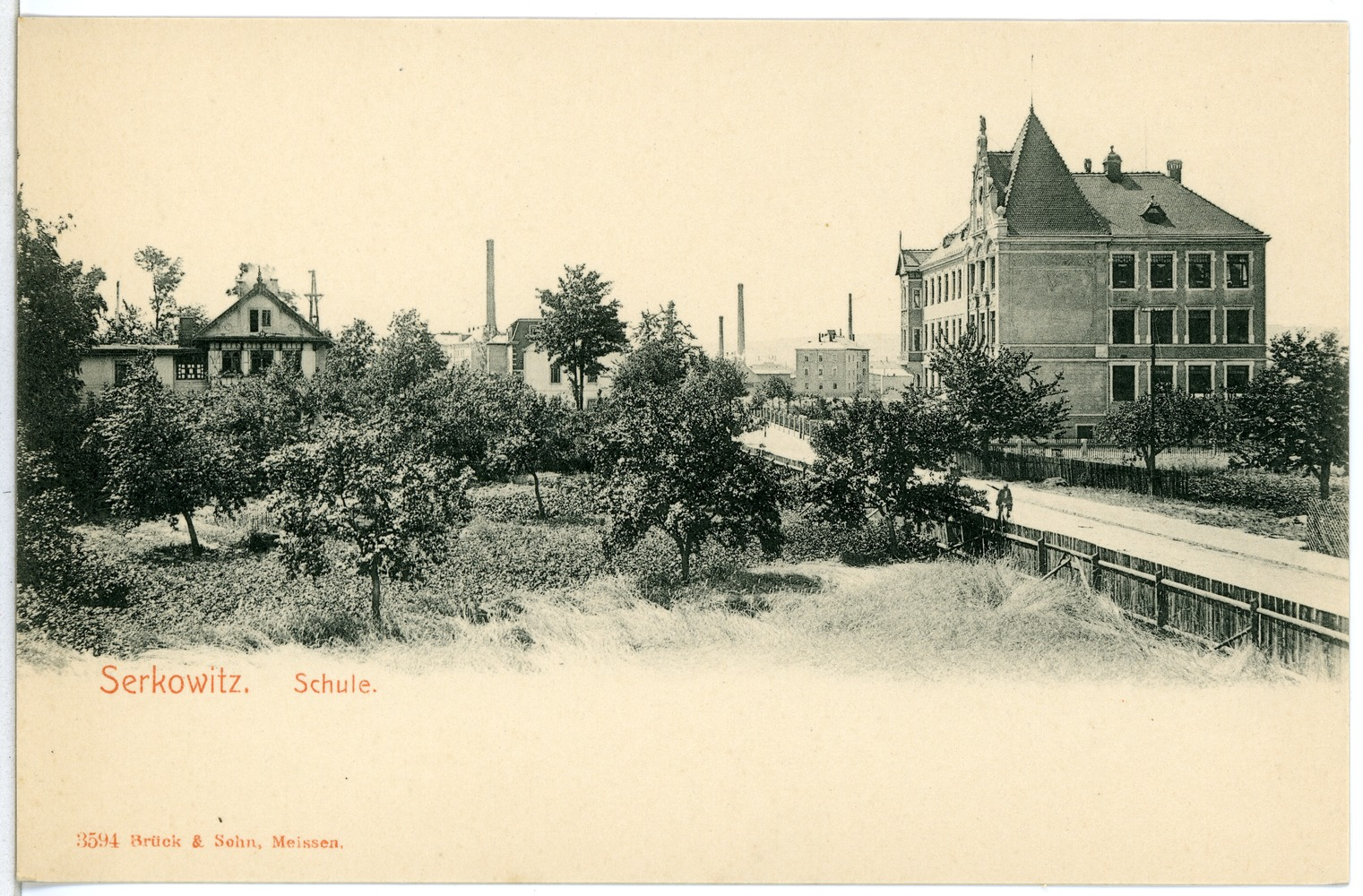
Blick von Norden die Wasastraße entlang, rechts die Roseggerschule. In der Bildmitte die Schornsteine der Eisoldschen Ziegelei (1903)

Die fünf hohen Schornsteine des mit 114 Beschäftigten im Jahre 1905 lange Zeit größten industriellen Arbeitgebers von Serkowitz bildeten eine weithin sichtbare Landmarke. Die Rohstoffgewinnung für die Ziegelei erfolgte zu Anfang gleich in der Nähe im sogenannten „Lehmloch“ südlich der Eisenbahnstation Radebeul-Weintraube. Später wurde er von Gohlis mit einer speziell zu diesem Zweck errichteten Feldbahn herantransportiert, die auch das über die Elbe angeflößte Bauholz in die Säge schaffte. Im Jahr 1906 brannte die Fabrik ab, wurde jedoch nach dem Wiederaufbau bereits im Jahr 1911 durch ein Großfeuer komplett zerstört.
Nach dem Großbrand wurde das Gelände aufgelassen und in der Folgezeit durch zusammenfassend „Eisoldsche Häuser“ genannte, heute je Straßennummer denkmalgeschützte Siedlungshäuser bebaut. Dazu fand kurz nach dem Brand ein Architektenwettbewerb statt. Im April 1912 informierte Eisold & Co. den Radebeuler Stadtrat, der inzwischen auch für den 1905 nach Radebeul eingemeindeten Stadtteil Serkowitz zuständig war, dass beabsichtigt sei, das „Ziegeleigelände zwischen der Wasa-, Serkowitzer- und Friedhofstraße nach dem bei dem veranstalteten Wettbewerb mit dem zweiten Preis ausgezeichneten Entwurfe aufzuschließen.“ Die Architekten waren die aus Dresden-Altstadt kommenden Kurt Quester und Johann Georg Seifert. Die Bauherrschaft und die Ausführung der Siedlung übernahm Eisold selbst, die Bauleitung lag bei Baumeister Albert Knorr, weitere notwendige architektonische Bearbeitungen lagen bei Johann Georg Seifert.
Die Gebäudegruppe Serkowitzer Straße 35a–e entstand in den Jahren 1912/1913, jedoch ohne das Eckhaus Serkowitzer Straße 35, das erst nach dem Ersten Weltkrieg im Jahr 1920 leicht verändert errichtet wurde. Der Eckbau Wasastraße 8/10/Paul-Gerhardt-Straße 13 entstand von Herbst 1912 bis Januar 1914. Das Doppelhaus an der Straßenecke Paul-Gerhardt-Straße 10/Wasastraße 12 entstand unter Ausnahmen von der Ortsbauordnung bis Juni 1913. Das Pendant am anderen Ende der Paul-Gerhardt-Straße, das Doppelhaus an der Straßenecke Paul-Gerhardt-Straße 2/Friedhofstraße 8 wurde zwischen Mitte 1914 und Januar 1915 errichtet. Dieses Gebäude wurde 1928 zwangsversteigert. Der gegenüberliegende, langgestreckte Gruppenbau Paul-Gerhardt-Straße 1/Friedhofstraße 10–14 entstand 1913/1914.

Bauten der 1910er Jahre
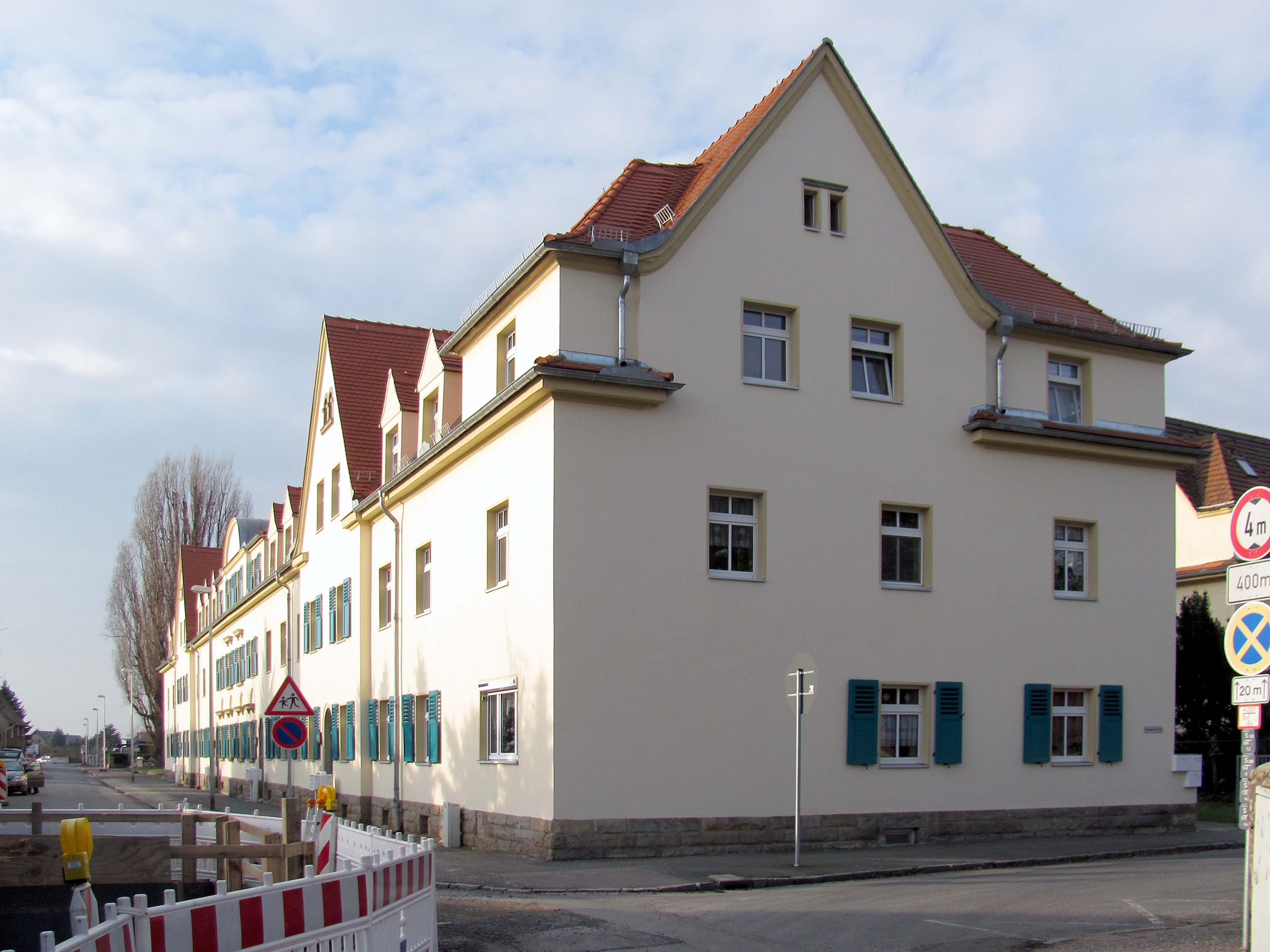
Serkowitzer Straße 35a–e (hinter dem Kopfbau)
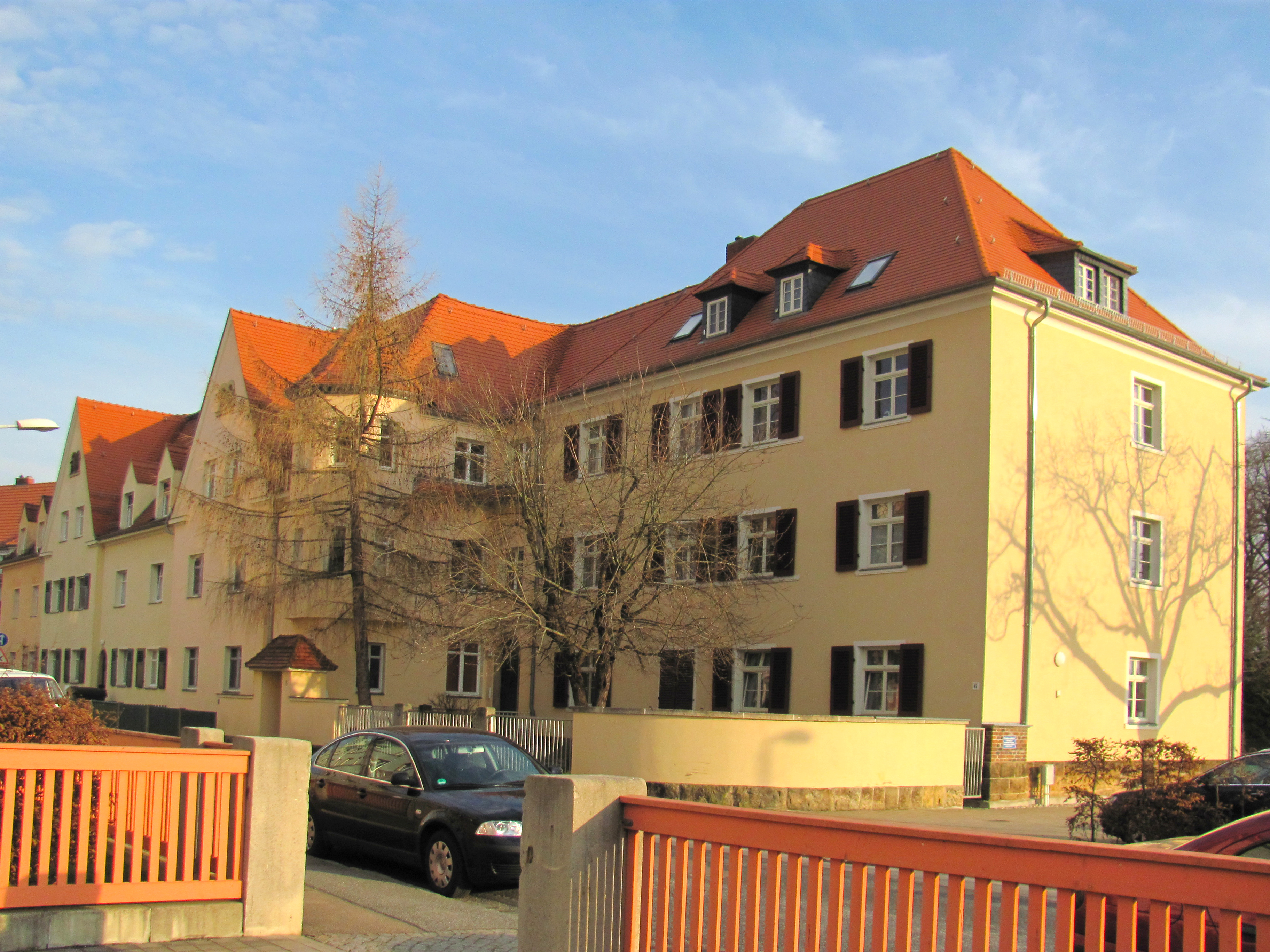
Paul-Gerhardt-Straße 13/Wasastraße 10/8 (ohne Kopfbau rechts)
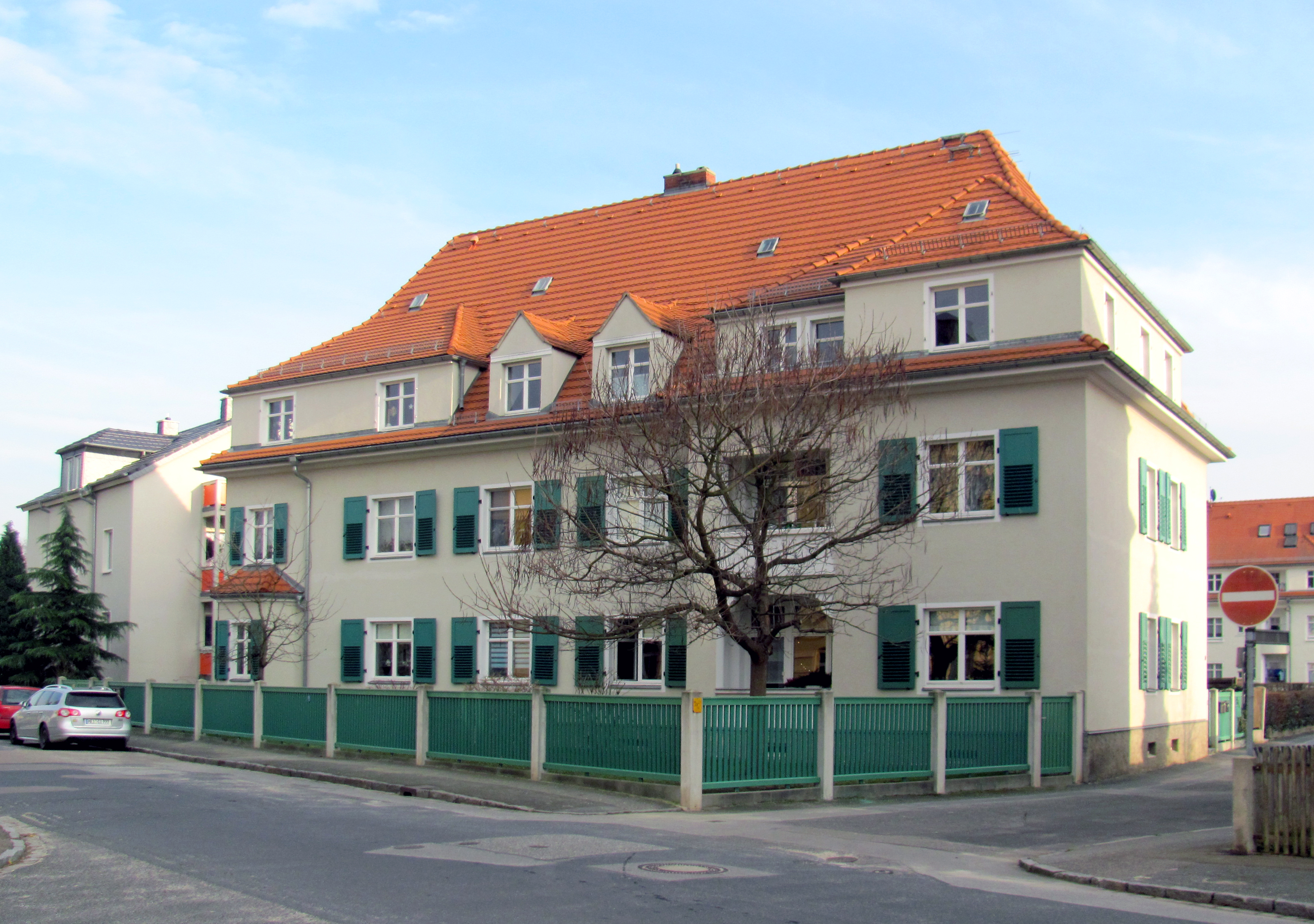
Wasastraße 12/Paul-Gerhardt-Straße 10
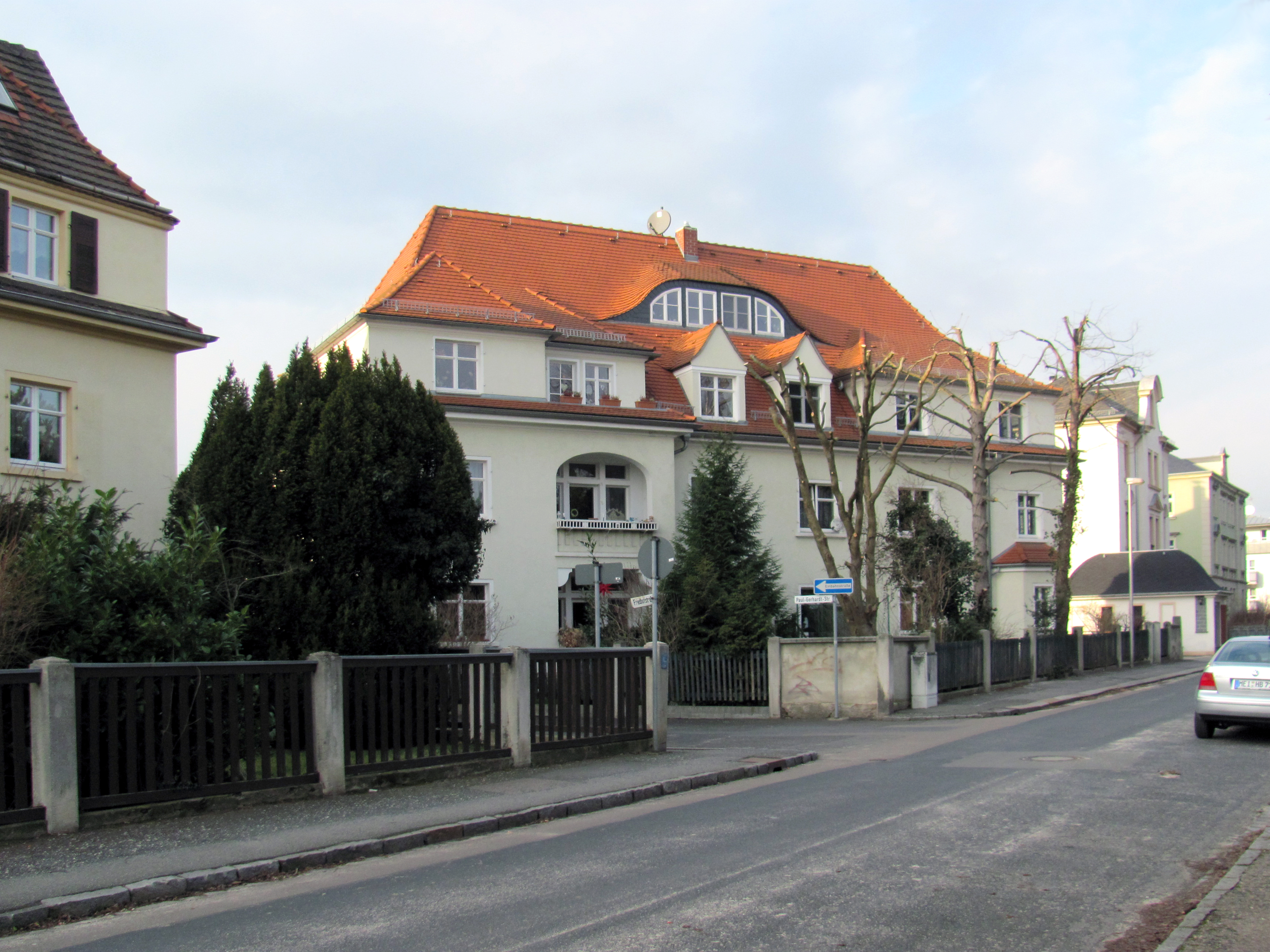
Paul-Gerhardt-Straße 2 / Friedhofstraße 8
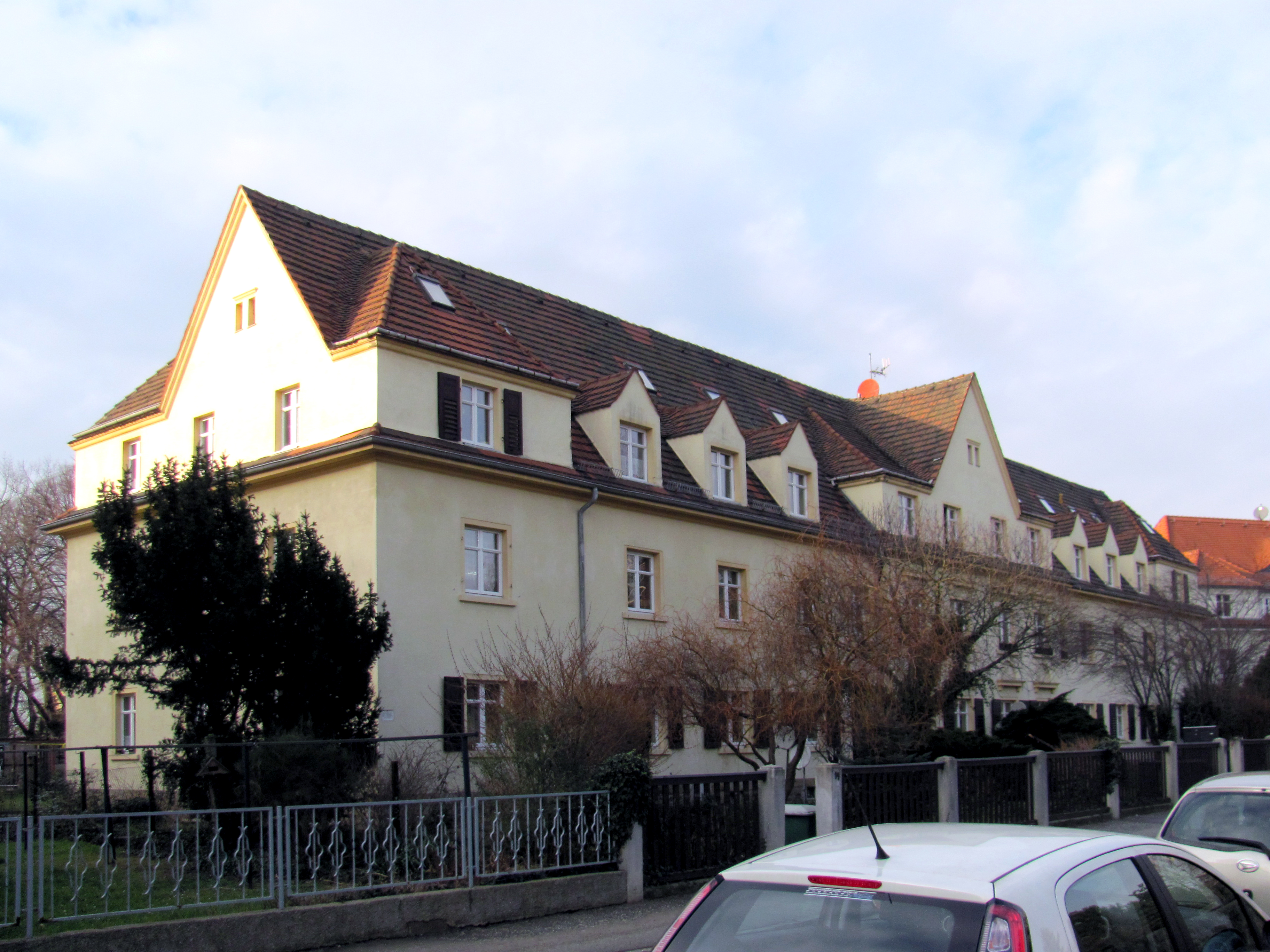
Friedhofstraße 10/12/14 / Paul-Gerhardt-Straße 1

Die nördliche Lücke in der Paul-Gerhardt-Straße, das Siedlungshaus Paul-Gerhardt-Straße 4–8 entstand nach dem Ersten Weltkrieg in den Jahren 1919/1920.
Erst 1927 wurde die Bautätigkeit fortgesetzt. Der Radebeuler Stadtrat selbst stellte im Mai 1927 den Antrag zur Errichtung des Zwölffamilien-Doppelwohnhauses Serkowitzer Straße 37–37a. Der zugehörige Entwurf stammte von dem Architekten Max Czopka, die Bauausführung bis zum Dezember des Jahres lag in den Händen der Firma F. W. Eisold. Auch der den Gruppenbau Wasastraße 8/10/Paul-Gerhardt-Straße 13 nach Süden abschließende Kopfbau Wasastraße 6 entstand 1927 im Auftrag des Stadtrats von Radebeul nach Entwurf von Max Czopka, die Ausführung lag jedoch bei dem Bauunternehmen von Hörnig & Barth. Eine Verlängerung dieser Häuserzeile bis zur Ecke Serkowitzer Straße war geplant, wurde jedoch nie ausgeführt.
Auf der Straßenseite gegenüber nach Westen entstand 1928 durch den Consum Verein für Pieschen und Umgebung der Gruppenbau Wasastraße 9/Weststraße 1. Der Entwurf stammte von dem Architekten Richard Martin, die Errichtung geschah durch den ebenfalls zur Baumeisterfamilie Eisold gehörenden Johannes Eisold. Laut der ehemaligen Radebeuler Denkmallisten bis 2012 wurde auch dieses Gebäude zur Wohnsiedlung der „Eisoldschen Häuser“ gezählt, während die Eintragung in der sächsischen Denkmaldatenbank von 2016 das Doppelwohnhaus als in der Nachbarschaft der Wohnanlage liegend beschreibt.

Bauten der 1920er Jahre
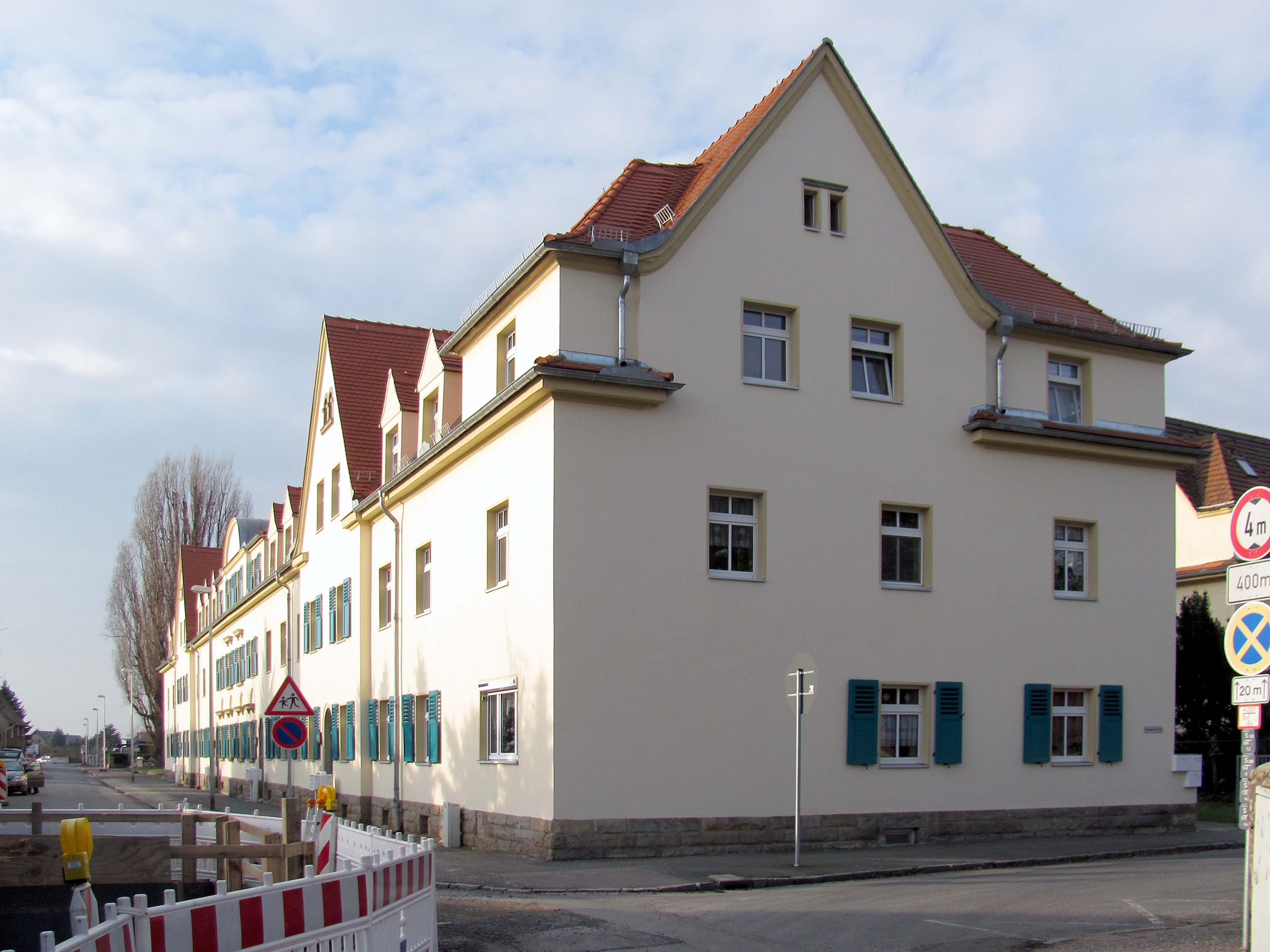
Serkowitzer Straße 35 (im Vordergrund)
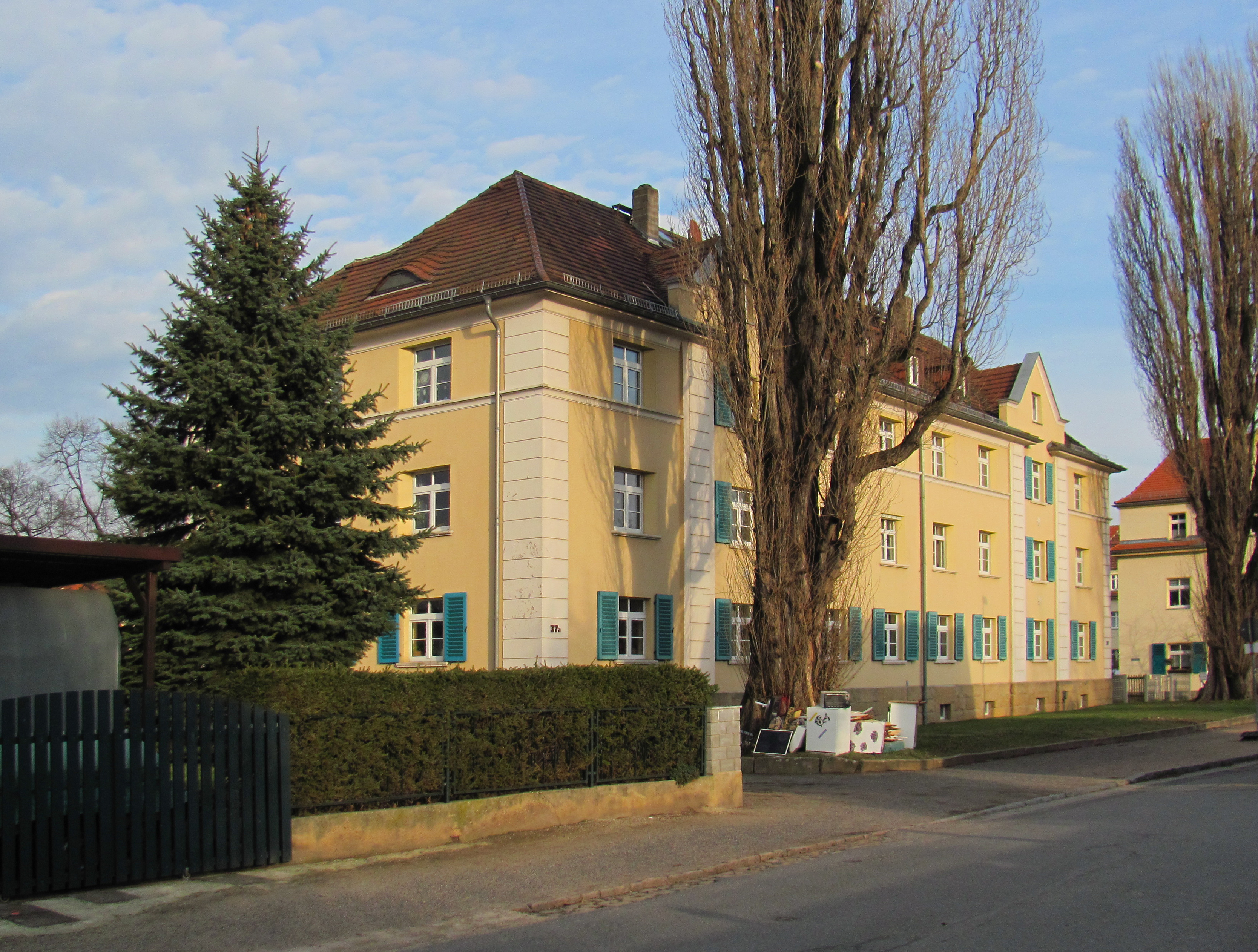
Serkowitzer Straße 37/37a
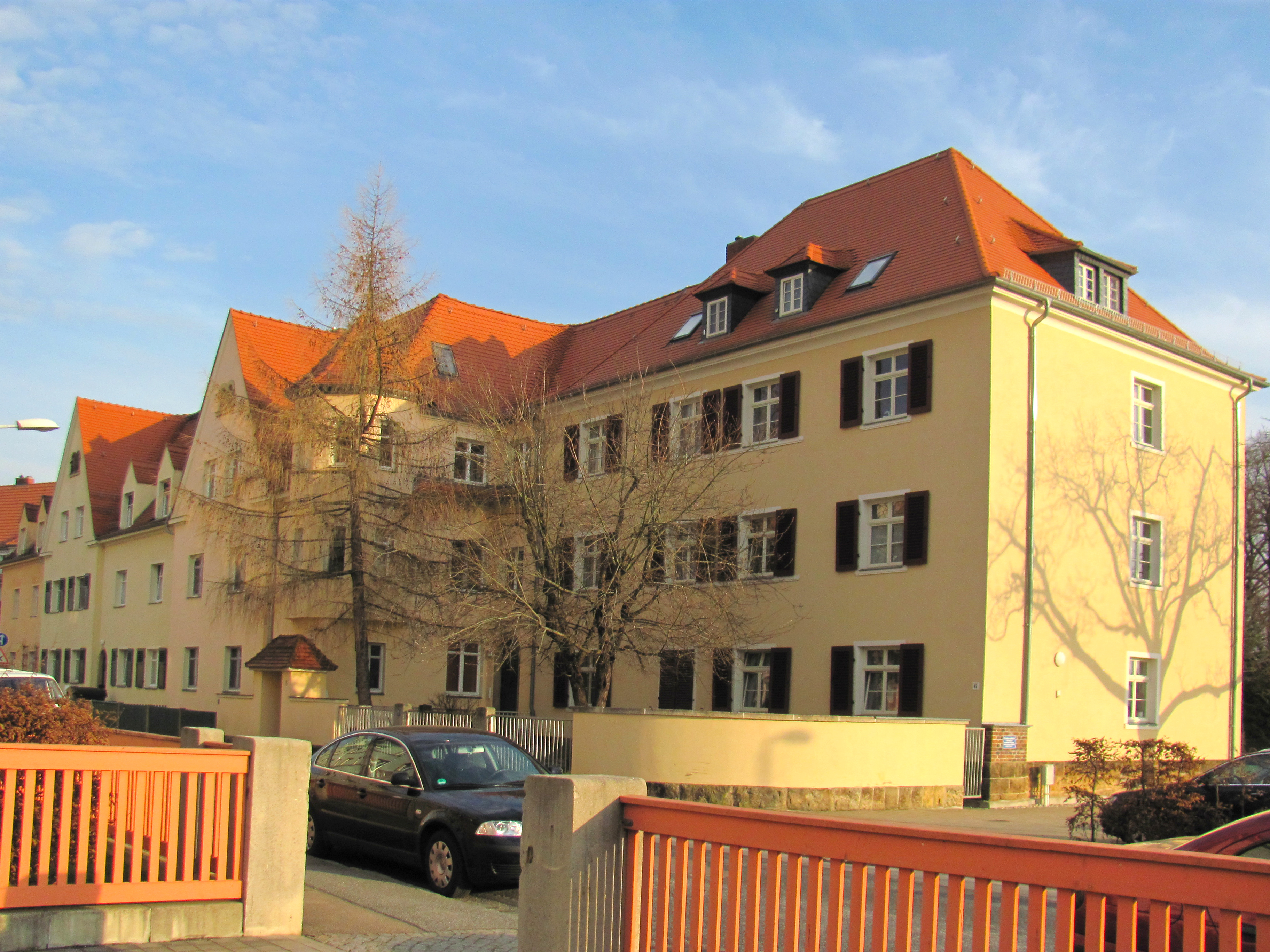
Wasastraße 6 (Kopfbau rechts)
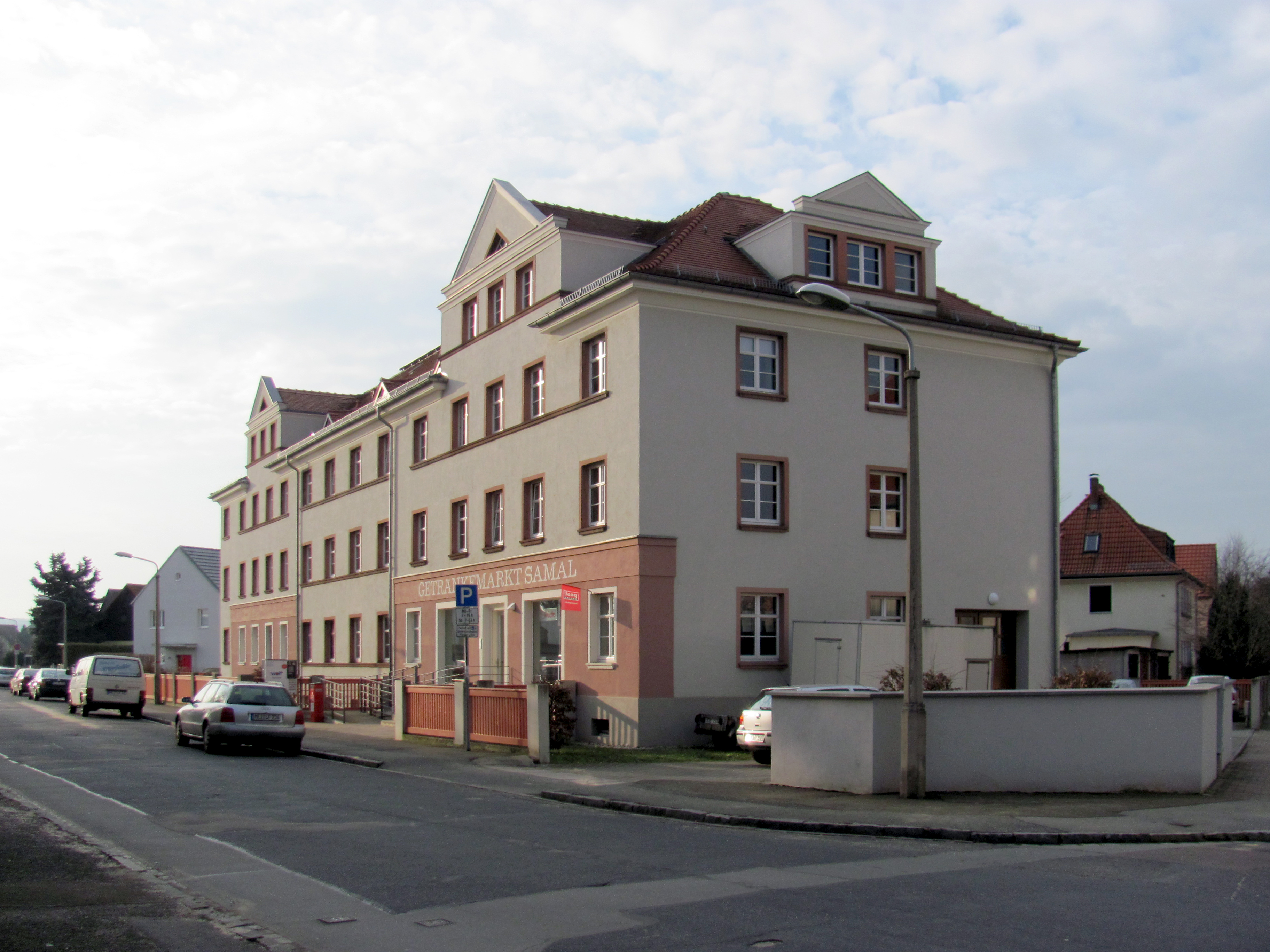
Wasastraße 9/Weststraße 1